# Zwaluw (motorfiets)
Zwaluw is een historisch Nederlands merk van motorfietsen.
Gebroeders Benschop, Rijwielfabriek “de Zwaluw”, IJsselstein.
De gebroeders Benschop waren zoons van een smid. Vader Benschop was rond 1901 rijwielen gaan maken. Volgens sommige bronnen bouwden zijn zoons een lichte motor in een frame van een transportfiets, waarvoor ze tevens een verende voorvork construeerden. Als ze al motorfietsen verkochten kan het zijn dat ze daarvoor complete Minerva’s van eigen merk voorzagen, ofwel ze kochten van Minerva het blok, de tank en andere onderdelen.